# Groot-Servië

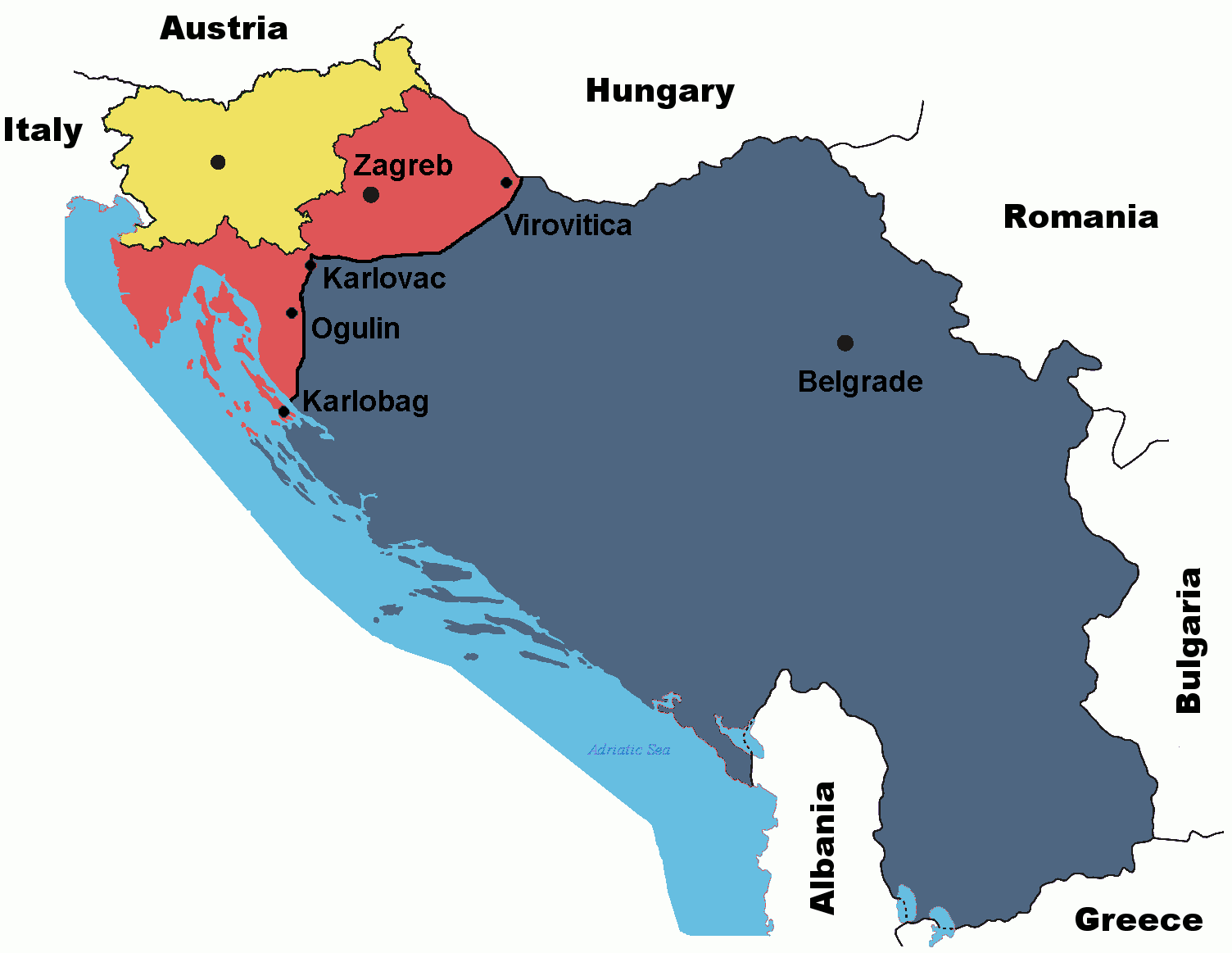
Groot-Servië zoals onder andere bepleit door Vojislav Šešelj

Groot-Servië is een politiek ideaal dat voortkomt uit het Servisch nationalisme. De wens van deze nationalisten is dat er een Servische staat komt waarin alle Serven verenigd worden. Dit gebied zou naast het huidige Servië bestaan uit delen van Kroatië, Bosnië en Herzegovina, Montenegro, Kosovo, Albanië, Macedonië, Hongarije, Roemenië en Bulgarije. Het keizerrijk Servië dat in de 14e eeuw een grote omvang bereikte voordat het door het Ottomaanse Rijk werd opgeslokt is een belangrijke inspiratiebron.

## Achtergrond
Vanaf de 18e eeuw won het nationalisme in Europa sterk aan kracht. Veel volken wilden een eigen staat. Dit leidde bijvoorbeeld tot de vorming van Italië. Ook in Servië ontstond een sterke nationalistische stroming. Op dat moment maakte de Serven nog deel uit van het Ottomaanse Rijk, maar dat begon langzaam te desintegreren. Een belangrijke inspirator van het idee van een Groot-Servië was Vuk Karadžić. Twee Servische opstanden tegen de Turken leidde in 1815 tot de vorming van het vorstendom Servië waarmee de Serven een zekere autonomie kregen, hoewel ze nog steeds onderdeel waren van het Ottomaanse Rijk. In 1867 werden de Ottomanen definitief buiten de deur gezet en ontstond het Koninkrijk Servië. Vervolgens breidde het Koninkrijk zich na de Servisch-Bulgaarse Oorlog (1885) en de Balkanoorlogen (1912) steeds verder uit. Die uitkomst van die laatste oorlog was voor veel politici, waar het idee van Groot-Servië met uitzondering van de sociaaldemocraten breed geaccepteerd was, niet geheel bevredigend. Servië kreeg weliswaar grote delen van Macedonië in handen, maar Bosnië en Herzegovina werd geannexeerd door Oostenrijk-Hongarije en de veroverde gebieden die toegang verschaften tot de Adriatische Zee moesten onder druk van de grootmachten ontruimd worden en daar werd het vorstendom Albanië gevormd.
Tijdens de Eerste Wereldoorlog vocht Servië mee met de Brits-Franse coalitie en kwam dus als een van de overwinnaars uit de strijd. Aan het einde van de oorlog splitste het zuidoostelijke deel van Oostenrijk-Hongarije zich af  en vormde de Staat van Slovenen, Kroaten en Serven. Internationaal werd de nieuwe staat echter niet erkend. Zo namen Italiaanse troepen Triëst en Rijeka in. De situatie in het noorden aan de grens met Oostenrijk was gespannen omdat daar verschillende etnisch gemengde gebieden waren, zoals Karinthië en Stiermarken.
Om verdere escalatie te voorkomen ging de nieuwe staat samen met Servië op in het Koninkrijk van Serven, Kroaten en Slovenen. In de eerste jaren was het nieuwe land een democratie, maar dat droeg vooral bij aan de chaos in het land. In 1929 kwam het Servische huis Karađorđević aan de macht en kreeg het land een nieuwe naam, het Koninkrijk Joegoslavië. Daarmee was in feite de wens voor een Groot-Servië verwezenlijkt. De Servische machthebbers propagandeerden een sterke centrale overheid, terwijl vanuit de regio's de roep om meer autonomie voor de regio's toenam. Dit droeg bij aan de groei van verschillende sterk nationalistische bewegingen. Dit leidde in 1934 uiteindelijk tot een geslaagde moordaanslag op koning Alexander I van Joegoslavië.
Deze ontwikkelingen waren de aanloop naar een gruwelijke burgeroorlog na de Duitse invasie in 1941. De koninklijke regering capituleerde snel, maar er was een krachtig verzet van de Četniks, die een herstel van de monarchie wilden, en de Joegoslavische partizanen, die een Joegoslavië op communistische leest nastreefden. Beide partijen bevochten niet alleen de Asmogendheden die Joegoslavië bezet hielden, maar ook elkaar. Andere etnische groepen zagen de invasie juist als een kans op uitvoering te geven aan hun eigen nationalistisch en werkten samen met de Duitse bezetter. Een voorbeeld hiervan is het ontstaan van de Onafhankelijke Staat Kroatië.
Na de oorlog kwam de partizanenleider Josip Broz Tito aan de macht en dat bleef zo tot zijn dood in 1980. De Joegoslavische leider besefte dat hij het eeuwige leven niet had en was ruim voor zijn dood begonnen een systeem op te zetten dat moest voorkomen dat de nationaliteiten elkaar in de toekomst naar de keel zouden vliegen en deelde het land op in zes deelrepublieken. Een te grote Servische dominantie werd voorkomen door de tot dusver binnen Servië gelegen provincies Kosovo en Vojvodina in 1974 autonomie te verlenen met een nagenoeg gelijke zelfstandigheid als gold voor de zes republieken. Tito's sterke gezag was genoeg om het land bij elkaar te houden. De aanhangers van het Groot-Servië-ideaal hadden het hard te verduren. Zij werden gevangen gezet of verbannen.
Na de dood van Tito viel het land toch uit elkaar. In de jaren tachtig wonnen de verschillende nationalistische bewegingen weer sterk aan kracht en dit mondde uiteindelijk uit in de Joegoslavische oorlogen in de jaren negentig. Slovenië verklaarde zich als eerste onafhankelijk, daarna volgde Kroatië en een jaar later was het de beurt aan Bosnië en Herzegovina. De etnische Serviërs in Kroatië reageerden door het uitroepen van een eigen republiek in Krajina en Slavonië. Het Kroatische leger won uiteindelijk deze oorlog en de gebieden bleven deel uitmaken van Kroatië. In Bosnië en Herzegovina riepen de Servische Bosniërs in 1992 ook een eigen staat uit, gesteund door de republiek Servië onder leiding van Slobodan Milošević. Tussen 1992 en 1995 vonden er op grote schaal etnische zuiveringen plaats in het gebied, waaronder het Bloedbad van Srebrenica. In het Verdrag van Dayton werd in 1995 afgesproken dat de entiteit Servische Republiek, dat zijn de gebieden binnen Bosnië en Herzegovina met een Servische meerderheid, samen met de Federatie van Bosnië en Herzegovina  het land Bosnië en Herzegovina zouden vormen.
Daarna verloor Servië nog meer grondgebied. De Kosovo-oorlog in 1999 leidde uiteindelijk tot de afsplitsing van de provincie Kosovo. In 2006 verklaarde Montenegro zich onafhankelijk. De nieuwe Servische machthebbers werkten mee met de opsporing en uitlevering van een groot aantal van haar voormalige leiders, waaronder oud-president Milošević, generaal Ratko Mladić, en leider van de Bosnische Serviërs Radovan Karadžić, aan het Joegoslaviëtribunaal in Den Haag.
Het verlangen naar een Groot-Servië is na de oorlog niet geheel verdwenen. De ultrarechtse Servische Radicale Partij, een partij die dit ideaal nastreeft, haalde in het eerste decennium van de 21e eeuw bij nationale verkiezingen nog altijd tussen de 25 en 30 procent van de stemmen. Deze partij viel in 2008 echter uit elkaar. In 2012 werd Tomislav Nikolić gekozen als nieuwe president. In het verleden gold hij als aanhanger van een Groot-Servië. Tijdens zijn inauguratie liet hij weten dat Servië verder zou gaan op de weg die moest leiden tot het lidmaatschap van de Europese Unie. Ook de massale ontvangst na terugkeer in 2014 van de door het oorlogstribunaal van oorlogsmisdaden verdachte Vojislav Šešelj, nog steeds een aanhanger van het Groot-Servisch ideaal, en de gastvrije ontvangst van de Russische president Vladimir Poetin in datzelfde jaar zorgden voor argwaan bij de internationale gemeenschap.